# Alchemilla fallax
Alchemilla fallax är en rosväxtart som beskrevs av Robert Buser och M. Besse. Alchemilla fallax ingår i släktet daggkåpor, och familjen rosväxter. Inga underarter finns listade i Catalogue of Life.